# Willemsplein ('s-Hertogenbosch)

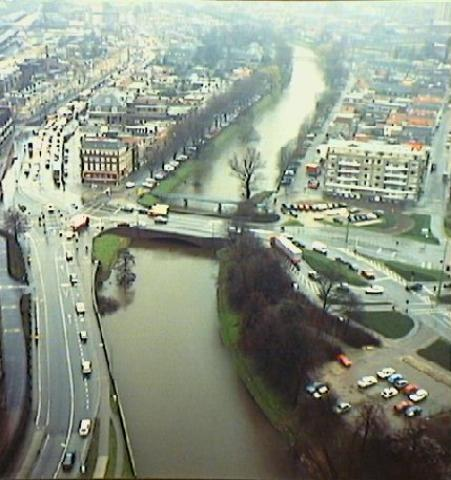
De Dommel in het zuiden van 's-Hertogenbosch met het Willemsplein aan de linkeroever en rechts een gedeelte van het Wilhelminaplein.

Het Willemsplein is een verkeersplein in 's-Hertogenbosch. Het plein ligt even ten westen van het Wilhelminaplein. Deze pleinen worden met elkaar verbonden door de Willemsbrug over de Dommel.
De verkeerssituatie op het plein is afkomstig van professor Heetman. Hierdoor wordt de complete verkeerscarrousel op het Wilhelminaplein en het Willemsplein ook wel het Heetmanplein genoemd. Dit, terwijl het twee afzonderlijke pleinen zijn, met ieder een eigen naam.